# Oroderes
Oroderes is een kevergeslacht uit de familie van de boktorren (Cerambycidae). De wetenschappelijke naam van het geslacht werd voor het eerst geldig gepubliceerd in 1850 door Saunders.

## Soorten
Oroderes omvat de volgende soorten:
- Oroderes humeralis Saunders, 1850
- Oroderes uniformis Blackburn, 1890